# Srbská menšina v Česku
Srbská menšina je v České republice uznanou národnostní menšinou, mj. zastoupenou v Radě vlády pro národnostní menšiny.

## Historie

### Středověk
Obec Srbsko poblíž hradu Karlštejn nedaleko Prahy byla v polovině 14. století patrně založena srbskými přistěhovalci, nejspíše členy a potomky vojenské delegace (poklisara a jeho doprovodu), kterou tehdejší srbský vládce, car Štěpán Dušan, vyslal ke svatořímskému císaři Karlovi IV. Karel napsal roku 1355 Dušanovi list z italské Pisy, Štěpán Dušan k němu pak, dle tradice, odeslal oddíl Srbů, kteří měli sloužit jako jeho strážci.

### 19. a začátek 20. století
Do Prahy rovněž přicházeli studovat Srbové na Univerzitu Karlovu. Od roku 1866 zde fungovalo srbské sdružení mládeže Srbenda, ze kterého posléze vznikl spolek „Sjednocená srbská mládež“. V roce 1880 studoval na pražské univerzitě například pozdější úspěšný technik a vynálezce Nikola Tesla, kterému pak v roce 1936 udělilo pražské ČVUT čestný doktorát technických věd. V roce 1903 byl vytvořeno Sdružení srbského studentstva 'Sumadija', jehož prezidentem se stal Dimitrij Begović. V roce 1905 pak v čele nové správy spolku stáli student techniky Vlad. Bosniak jako prezident a student práv Jovan Radaković jako viceprezident. V roce 1906 bylo v Praze VIII zahájeno vydávání měsíční přílohy časopisu Ženský svět s názvem Srbské květiny pod vedením Zorky Hovorkové. Hovorková již v roce 1903 iniciovala vznik Fondu na podporu chudých srbských studentů v Praze.

### První světová válka
Za první světové války bylo v českých zemích několik rakousko-uherských zajateckých táborů. Zajatí branci srbské armády pak tvořili velkou část vězňů. Z těchto táborů byl největším tábor v Jindřichovicích u Sokolova, vůbec největší zajatecký tábor na území Rakouska-Uherska. Za celou válku táborem prošlo asi 40 000 vězňů a zahynulo v něm podle některých odhadů až 8 700 Srbů a 189 Rusů, především vinou epidemií skvrnitého tyfu. Přibližně 1 600 jich má být pohřbeno na zdejším vojenském hřbitově, asi 7 100 pak ve společné kostnici.
V pevnosti Terezín byl rovněž vězněn a roku 1918 zde též zemřel Gavrilo Princip, srbský terorista a pachatel atentátu na Františka Ferdinanda d'Este 28. června 1914 v Sarajevu.

### Československo
V roce 1924 v Praze byla v pravoslavné části Olšanských hřbitovů postavena pravoslavná kaple, mj. připomínající během internace v českých zemích zemřelé Srby. Stavbu financoval mj. jugoslávský stát a dobrovolně přispěli také ruští uprchlíci, kteří do ČSR odešli po pádu carského Ruska.
V druhé polovině 20. století pracovalo v tehdejším Československu mj. velké množství srbských stavebních dělníků a také značný počet studentů. Kvůli válkám v bývalé Jugoslávii se do České republiky v 90. letech 20. století přistěhovalo velké množství uprchlíků a ekonomických migrantů, z nichž velkou část tvořili Srbové.

### 21. století
V České republice v roce 2002 vznikl srbský krajanský spolek Sv. Sáva. Srbské kulturní centrum funguje v Praze od roku 2012. Vychází zde také časopis Srpska reč, založený v roce 2005, a časopis pro děti srbské menšiny Đurđevak, který vychází od roku 2007. Časopisy jsou psány v azbuce. V Karlových Varech působí sdružení Vidovdan, jehož jedním z hlavních cílů činnosti je udržování a provoz nedalekého mauzolea v Jindřichovicích. Dále se v Česku nachází Mauzoleum jugoslávských vojáků v Olomouci. Na pražském Novém Městě se nachází pravoslavný kostel sv. Cyrila a Metoděje, kde se mj. konají též pravoslavné bohoslužby.
Podle výsledků sčítaní lidu, domů a bytů v roce 2021 v Česku se k srbské národnosti přihlásilo 4 101 obyvatel ČR, skutečný počet je pak odhadován přes 10 000 osob srbského původu.

## Známí Srbové v Česku
- Zorka Hovorková, roz. Kalić (1865–1939), překladatelka, novinářka a spisovatelka
- Simeon Jakovljević (* 1926), biskup Pravoslavné církve českých zemí a Slovenska
- Predrag Bjelac (* 1962), herec a podnikatel
- Marko Ivanović (* 1976), dirigent a skladatel
- Stefan Simič (* 1995), fotbalista